# Ringo (sport)
Pour les articles homonymes, voir Ringo.
Le ringo est un sport collectif opposant deux équipes, qui consiste à lancer un anneau en caoutchouc afin qu'il tombe dans le demi-terrain adverse.

## Histoire
Le jeu a été inventé en 1959 par un escrimeur et journaliste polonais Włodzimierz Strzyżewski. Le ringo est présenté au large public lors des Jeux olympiques d'été de 1968. Le premier championnat de Pologne a été disputé en 1973. La Fédération polonaise de ringo n'a été fondée qu'en 1989 et la fédération internationale, quatre ans plus tard.
À l'origine le jeu complétait l'entraînement de son inventeur, ensuite il est devenu un sport de loisir accessible à tout le monde dans toutes les conditions météorologiques. Le sport est pratiqué dans plusieurs pays du monde, entre autres: Pologne, Lituanie, Biélorussie, Arménie, Tchéquie, Allemagne, États-Unis et Kenya.

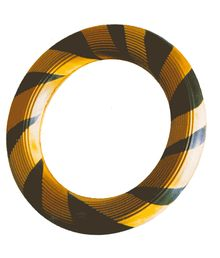
L'anneau de ringo.

## Anneau
L'anneau est en caoutchouc, son poids est compris entre 160 et 165 grammes et son diamètre mesure 17 centimètres. Il est stable en vol et ne provoque pas de blessures aux doigts.

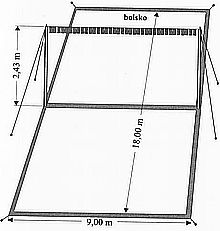
Le terrain de ringo

## Terrain
Le terrain a une forme rectangulaire de 18 mètres de longueur sur 9 mètres de largeur pour les équipes de 2 et 3 joueurs. Le filet qui n'est rien d'autre qu'une ficelle ou une bande d'épaisseur de 1 cm au moins avec des rubans de couleurs de 25 cm de longueur minimale, est suspendu à une hauteur de 243 cm. Les dimensions du terrain et la hauteur du filet varient pour les différentes catégories d'âge, ainsi que pour les jeux individuels.